# Kherliganj
Kherliganj è una suddivisione dell'India, classificata come census town, di 7.391 abitanti, situata nel distretto di Baran, nello stato federato del Rajasthan. In base al numero di abitanti la città rientra nella classe V (da 5.000 a 9.999 persone).

## Geografia fisica
La città è situata a 24° 53' 44 N e 76° 00' 01 E.

## Società

### Evoluzione demografica
Al censimento del 2001 la popolazione di Kherliganj assommava a 7.391 persone, delle quali 3.849 maschi e 3.542 femmine. I bambini di età inferiore o uguale ai sei anni assommavano a 1.154, dei quali 630 maschi e 524 femmine. Infine, coloro che erano in grado di saper almeno leggere e scrivere erano 4.286, dei quali 2.710 maschi e 1.576 femmine.